# Wydział Studiów Edukacyjnych Uniwersytetu im. Adama Mickiewicza w Poznaniu
Wydział Studiów Edukacyjnych Uniwersytetu im. Adama Mickiewicza w Poznaniu (WSE UAM) – jeden z 21 wydziałów Uniwersytetu im. Adama Mickiewicza w Poznaniu kształcący studentów w kierunkach zaliczanych do nauk pedagogicznych, na studiach stacjonarnych oraz niestacjonarnych. Mieści się on (w większości) w budynku przy ul. Szamarzewskiego 89 na Ogrodach.
W roku akademickim 2010/2011 na wydziale kształciło się 4 483 studentów, co daje mu czwarte miejsce wśród wydziałów uczelni.

## Historia
Wydział powstał w 1993 w wyniku przekształcenia Instytutu Pedagogiki, istniejącego w ramach Wydziału Nauk Społecznych UAM.

## Kierunki kształcenia
Dostępne kierunki:
- Pedagogika (studia I i II stopnia)
- Pedagogika przedszkolna i wczesnoszkolna (studia jednolite magisterskie)
- Pedagogika specjalna (studia jednolite magisterskie)

## Poczet dziekanów
1. prof. dr hab. Zbigniew Kwieciński (1993–1999)
2. prof. dr hab. Kazimierz Przyszczypkowski (1999–2002)
3. dr hab. Wiesław Ambrozik (2002–2008)
4. prof. dr hab. Zbyszko Melosik (2008–2016)
5. prof. dr hab. Agnieszka Cybal-Michalska (2016–2024)
6. dr hab. Waldemar Segiet (od 2024)

## Władze Wydziału
W kadencji 2024–2028:
| Stanowisko                                                                                          | Imię i nazwisko                |
| --------------------------------------------------------------------------------------------------- | ------------------------------ |
| Dziekan                                                                                             | dr hab. Waldemar Segiet        |
| Prodziekan ds. studenckich, organizacji i jakości kształcenia                                       | dr hab. Agnieszka Barczykowska |
| Prodziekan ds. organizacji studiów niestacjonarnych, promocji wydziału, cyfryzacji i infrastruktury | dr hab. Natalia Walter         |
| Prodziekan ds. projektów, ewaluacji, sprawozdawczości naukowej i współpracy międzynarodowej         | dr hab. Sylwia Jaskulska       |
| Prodziekan ds. wydawniczych, studiów podyplomowych i relacji z otoczeniem społeczno-gospodarczym    | dr hab. Małgorzata Rosalska    |

## Baza naukowo-dydaktyczna
Wydział prowadzi działalność naukowo-dydaktyczną w budynkach uniwersyteckich:
- przy ul. Szamarzewskiego w Poznaniu (główna siedziba Wydziału oraz Collegium Znanieckiego),
- Kolegium UAM w Kościanie,
- Ośrodku Zamiejscowy UAM w Wągrowcu,
- Collegium Europaeum Gnesnense w Gnieźnie.

Do 2015 wydział prowadził również swoją działalność w budynku przy ul. Słowackiego 20 w Poznaniu, gdzie mieścił się m.in. Zakład Technologii Kształcenia i Zakład Pedeutologii.

## Struktura organizacyjna

### Zakłady
| Zakład                                                                 | Kierownik                                  |
| ---------------------------------------------------------------------- | ------------------------------------------ |
| Zakład Dydaktyki Ogólnej                                               | dr hab. Andrzej Ćwikliński                 |
| Zakład Edukacji Medialnej                                              | dr hab. Natalia Walter                     |
| Zakład Edukacji Wielokulturowej i Badań nad Nierównościami Społecznymi | prof. dr hab. Agnieszka Gromkowska-Melosik |
| Zakład Edukacyjnych Badań nad Językiem i Komunikacją Dziecka           | dr hab. Kinga Kuszak                       |
| Zakład Historii Wychowania                                             | prof. dr hab. Dorota Żołądź-Strzelczyk     |
| Zakład Kształcenia Ustawicznego i Doradztwa Zawodowego                 | dr hab. Małgorzata Rosalska                |
| Zakład Metodologii Nauk o Edukacji                                     | dr hab. Sławomir Banaszak                  |
| Zakład Pedagogiki Dziecka                                              | prof. dr hab. Małgorzata Cywińska          |
| Zakład Pedagogiki Społecznej                                           | dr hab. Katarzyna Segiet                   |
| Zakład Pedeutologii                                                    | dr hab. Marek Budajczak                    |
| Zakład Penitencjarystyki                                               | prof. dr hab. Piotr Stępniak               |
| Zakład Podstaw Wychowania i Opieki                                     | dr hab. Renata Michalak                    |
| Zakład Polityki Oświatowej i Edukacji Obywatelskiej                    | prof. dr hab. Agnieszka Cybal-Michalska    |
| Zakład Poradnictwa Społecznego                                         | prof. dr hab. Magdalena Piorunek           |
| Zakład Psychopatologii Dziecka                                         | prof. dr hab. Andrzej Twardowski           |
| Zakład Resocjalizacji                                                  | dr hab. Maciej Muskała                     |
| Zakład Socjologii Edukacji                                             | prof. dr hab. Zbyszko Melosik              |
| Zakład Socjopedagogicznych Problemów Młodzieży                         | prof. dr hab. Agnieszka Cybal-Michalska    |

### Pracownie
| Pracownia                                                   | Kierownik                           |
| ----------------------------------------------------------- | ----------------------------------- |
| Pracownia Badań nad Procesem Uczenia się                    | dr hab. Michał Klichowski           |
| Pracownia Pedagogiki Porównawczej                           | dr hab. Aleksandra Boroń            |
| Pracownia Pedagogiki Szkolnej                               | dr hab. Renata Wawrzyniak-Beszterda |
| Pracownia Psychopedagogicznych Badań nad Rozwojem Człowieka | dr hab. Barbara Jankowiak           |
| Pracownia Specjalnych Potrzeb Edukacyjnych                  | prof. dr hab. Iwona Chrzanowska     |

### Laboratoria
| Laboratorium                                     | Kierownik                   |
| ------------------------------------------------ | --------------------------- |
| Laboratorium Badań Dyskursów Edukacyjnych        | dr hab. Joanna Szafran      |
| Laboratorium Edukacji Artystycznej               | dr hab. Lidia Suchanek      |
| Laboratorium Edukacji Kultury                    | dr hab. Katarzyna Sadowska  |
| Laboratorium Edukacji Muzycznej                  | dr Katarzyna Forecka-Waśko  |
| Laboratorium Edukacji Zdrowotnej                 | dr Ewa Kasperek-Golimowska  |
| Laboratorium Edukacyjnych Zastosowań Informatyki | dr hab. Paweł Topol         |
| Laboratorium Pedagogiki Specjalnej               | dr hab. Marzena Buchnat     |
| Laboratorium Promocji Zdrowia i Psychoterapii    | dr hab. Katarzyna Waszyńska |
| Laboratorium Studiów o Niepełnosprawności        | dr hab. Danuta Kopeć        |

### Grupy badawcze
- Grupa Badawcza Cyborgizacji Edukacji
  - zespół: dr Michał Klichowski i dr Mariusz Przybyła

## Czasopisma
| Czasopisno                 | Redaktor naczelny                    |
| -------------------------- | ------------------------------------ |
| Studia Edukacyjne          | prof. dr hab. Ewa Solarczyk-Ambrozik |
| Naukowe Zeszyty Studenckie | dr Michał Klichowski                 |